# Microfiche

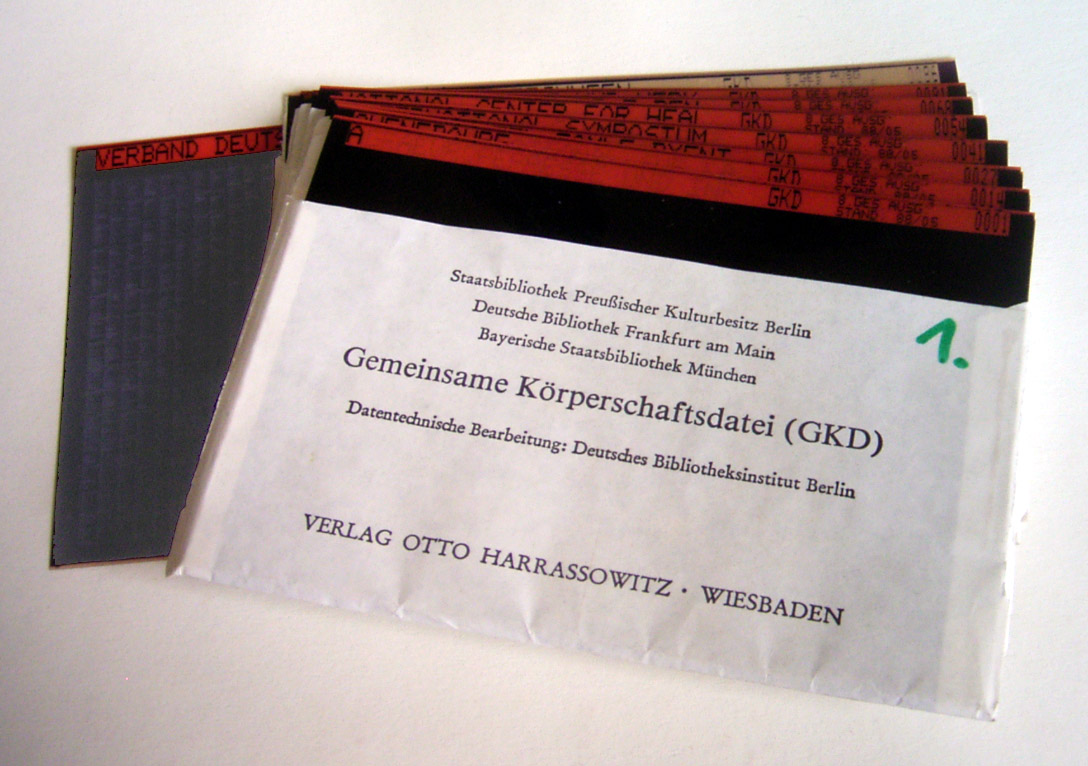
Microfiches du Gemeinsame Körperschaftsdatei (GKD), le fichier allemand de noms de collectivités.

La microfiche est l'un des supports de stockage analogiques les plus compacts couramment utilisés. Elle est utilisée en règle générale dans les institutions (comme les bibliothèques universitaires) qui ne peuvent disposer de l'espace nécessaire au stockage des documents papier correspondants.
En 1906, Paul Otlet et Robert Goldschmidt inventent la microfiche normalisée pour gérer la documentation.
Chaque microfiche contient de 100 à 130 pages environ en fonction de la taille de l'original. Une collection de 20 000 microfiches, soit de  10 000 à 20 000 livres, tient dans un meuble de 1,5 × 0,5 × 2 mètres. Certaines sociétés sont spécialisées dans la fourniture de telles collections.
La microfiche sert normalement à reproduire des livres, parfois des périodiques et des journaux. Sa forme la plus courante est une fiche de plastique transparent d'environ 10 × 15 cm (le format normalisé est A6). Le titre de l'ouvrage est d'ordinaire lisible à l'œil nu sur son bandeau. Le format de réduction le plus courant est de 24x, avec 7 rangées de 14 reproductions sur chaque microfiche. Certaines microfiches ont un système d'indexation numérique marqué sur le bord de la fiche ou chaque image, mais ces informations servent moins à l'utilisation de la microfiche elle-même qu'aux impératifs de systèmes de recherche automatisés.

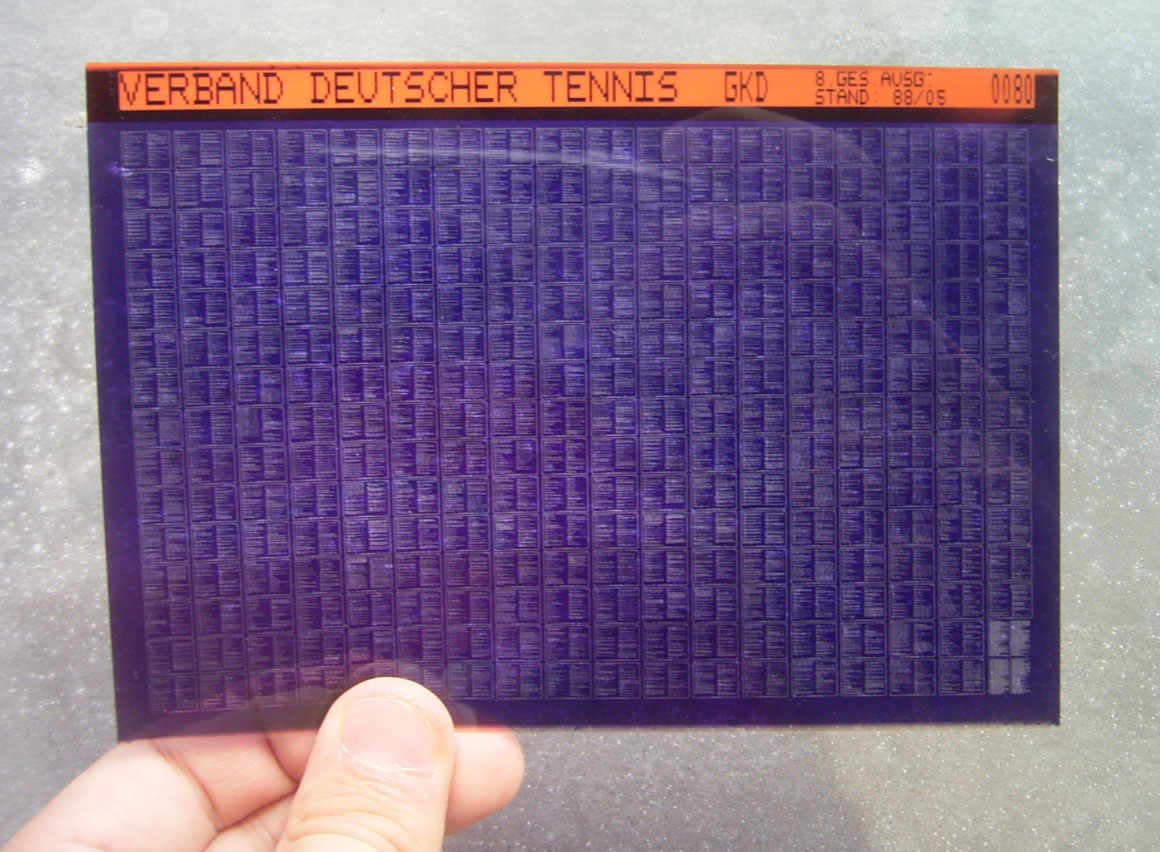
Microfiche du Gemeinsame Körperschaftsdatei.
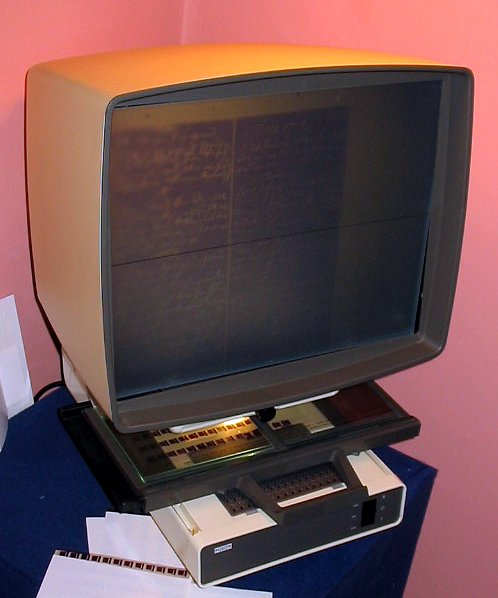
Lecteur de microfiches.
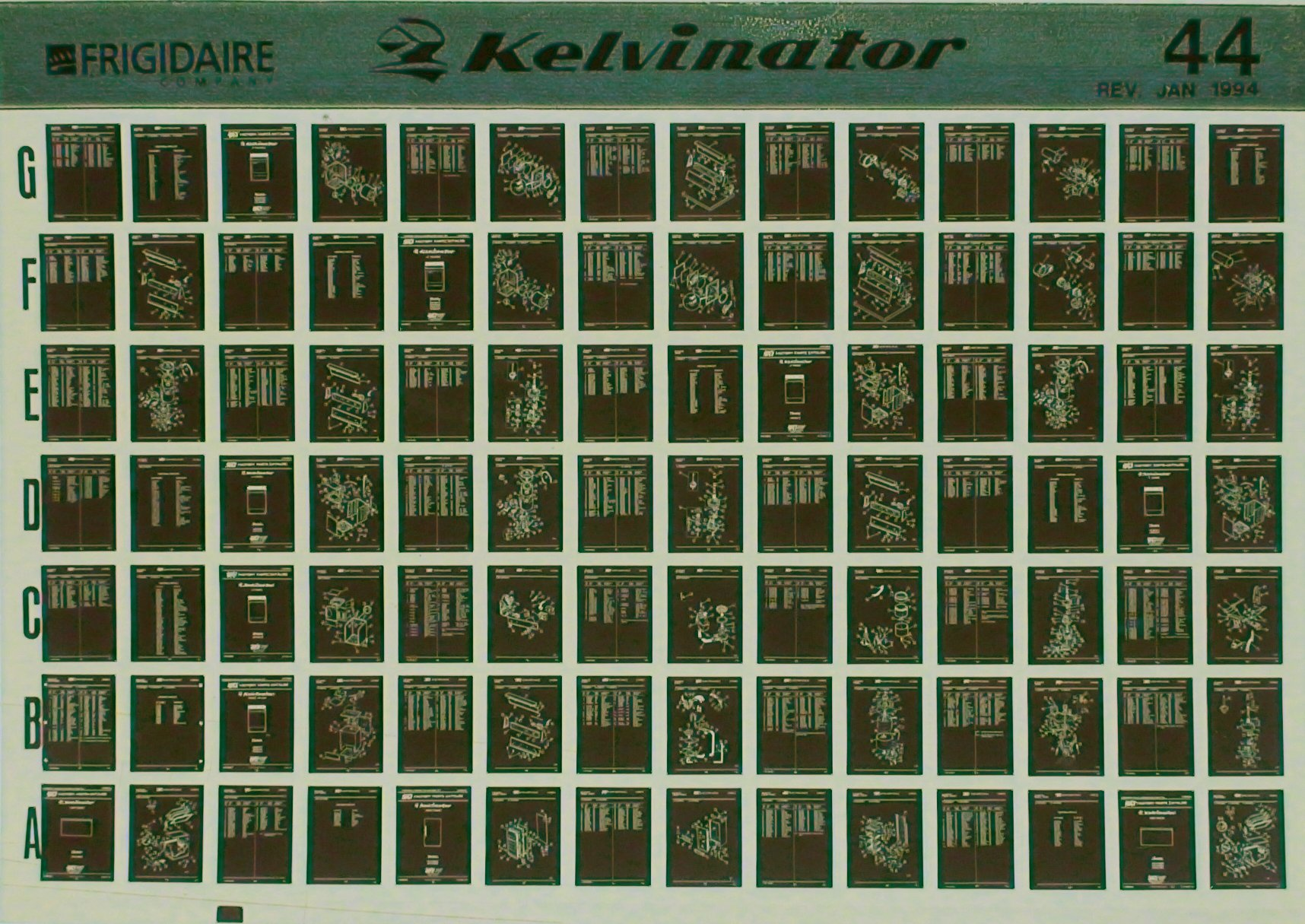
Microfiche du catalogue de pièces Frigidaire.

La microfiche n'est pas d'un usage aussi répandu que le microfilm.